# جورج بالاس
جورج بالاس (انگلیسی: George Ballas; ۲۸ ژوئن ۱۹۲۵ – ۲۵ ژوئن ۲۰۱۱) فرد نظامی و کارآفرین اهل ایالات متحده آمریکا بود. او مخترع دستگاه حاشیه زن است که نخستین بار در شرکتش وید ایتر تولید شد.

## اوایل زندگی
او در راستن، لوئیزیانا زاده شد. او به صورت داوطلب وارد ارتش آمریکا زمان جنگ جهانی دوم شد. او بعداً در جنگ کره نیز شرکت کرد.